# Versailles (Ohio)
Versailles – wieś w Stanach Zjednoczonych, w stanie Ohio, w hrabstwie Darke.